# Phoenicopterus ruber glyphorhynchus
El flamenco de las Galápagos (Phoenicopterus ruber glyphorhynchus) es una controversial subespecie de la especie Phoenicopterus ruber, denominado comúnmente "flamenco del Caribe". Habita en ambientes acuáticos salinos de las islas Galápagos, situadas en pleno océano Pacífico al noroeste de América del Sur. Esta aislada población, separada del resto de las de la especie por más de 2000 kilómetros, por lo menos cuadraría con el concepto de «Unidad Evolutivamente Significativa» (UES), por lo que se le dispensa una protección rigurosa dado que el total de individuos que la compone no supera el medio millar.

## Taxonomía
Esta población fue descrita como una subespecie endémica del archipiélago ecuatoriano en el año 1869 por el naturalista, curador, botánico, briólogo, algólogo, micólogo y zoólogo inglés John Edward Gray. En 1896, R. Ridgway publicó sus dudas sobre la validez del taxón, las que fueron reafirmadas por W. Rothschild y otros en 1899.
Su posición sistemática es aún controversial pues para algunos esta población totalmente aislada del resto de la especie posee suficientes diferencias que merecerían una consideración trinominal. Estos rasgos diferenciales son cifras menores en la longitud de las alas, culmen y tarsos, además de una coloración general más pálida que la típica caribeña.
Ambas difieren también en sus hábitos ecológicos. La mayor particularidad de la población galapagueña es su atípica costumbre de vivir en pequeños grupos, incluso al momento de reproducirse, con colonias reproductivas de tan solo 3 parejas, contando la máxima con apenas 50 parejas, y haciéndolo en pequeñas lagunas salinas próximas a la costa marina. Esto contrasta notablemente con el gregarismo y los hábitos de nidificación no solo del resto de las poblaciones del flamenco del Caribe sino de la totalidad de los taxones que integran la familia Phoenicopteridae, viviendo en grandes colonias y nunca reproduciéndose en cuerpos de agua pequeños.
Notablemente, la de Galápagos es la única población de todo el océano Pacífico y la más  austral de la especie, siendo la más próxima la que habita en Barranquilla, en el norte de Colombia, en la desembocadura del río Magdalena en el mar Caribe (del océano Atlántico), estando ambas separadas por más de 2000 kilómetros.
Este completo y tal vez prolongado aislamiento, permite que sea considerada una «Unidad Evolutivamente Significativa» (UES), uno de los conceptos que definen una unidad biológica, el cual puede ser sintetizado como una población que se encuentra reproductivamente aislada de otras y que constituye una parte importante del legado genético de una especie, por lo que amerita una cuidada planificación estratégica para su conservación, como parte integrante de la variabilidad ecológica del patrimonio biológico.

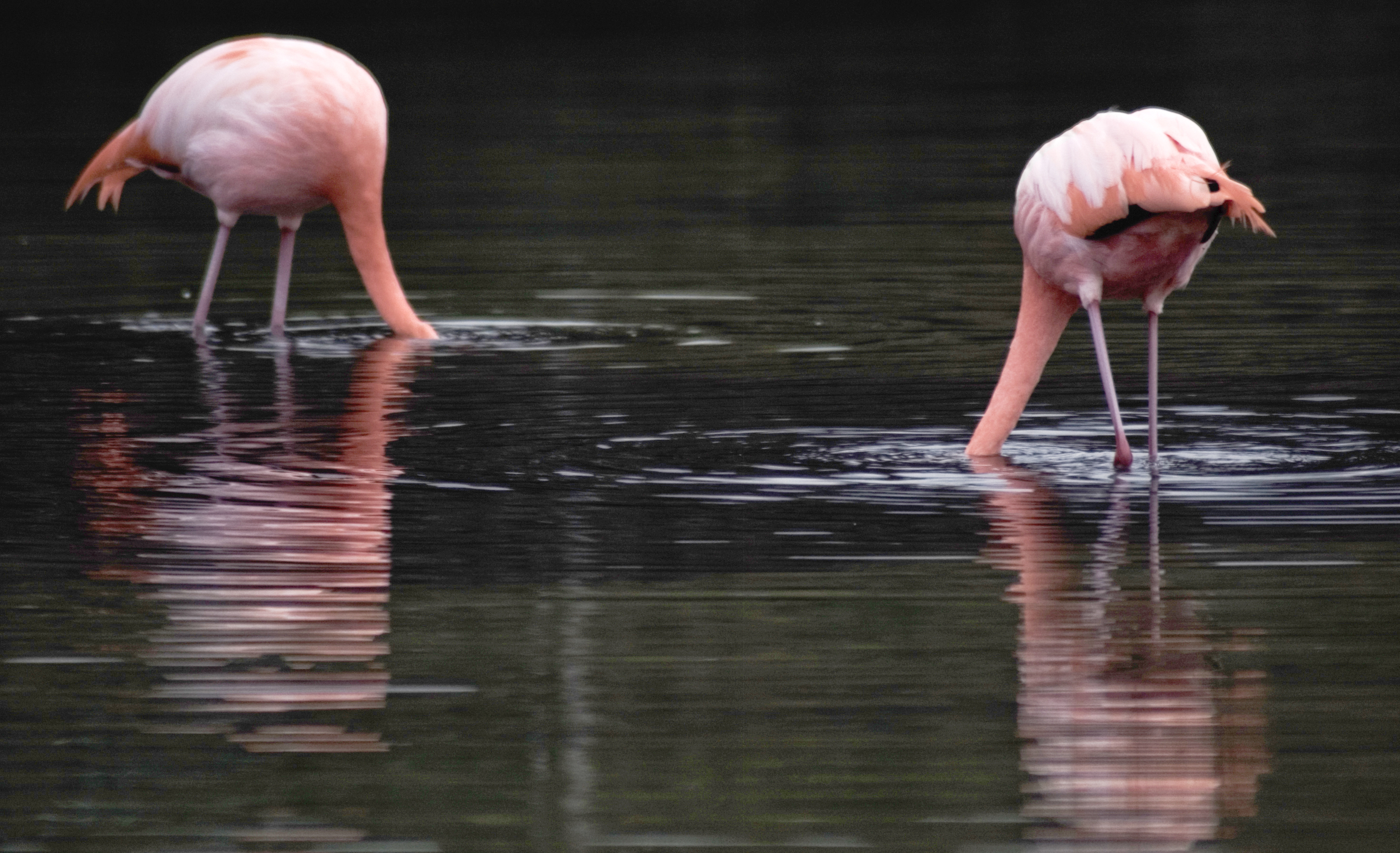
Flamencos de Galápagos alimentándose.

## Distribución
Se reproduce en varias de las islas que componen el archipiélago de Colón, también conocido como "Islas Galápagos": Isabela, Santiago, Floreana, Rábida, Santa Cruz y las rocas Bainbridge; estas islas se encuentran ubicadas en pleno océano Pacífico al noroeste de América del Sur. Todas ellas integran la provincia de Galápagos, una de las 24 en que se divide la República del Ecuador.

### Hábitos
Reproducción
La hembra pone un solo huevo, blancuzco como tiza, raramente 2. Ambos padres lo incuban durante 28 a 32 días; también ambos alimentan al pichón.  

## Conservación
La población del flamenco de las Galápagos es muy pequeña, estimada entre 400 a 500 ejemplares, o entre 320 y 550 individuos.
Desde el año 1967 se llevan a cabo censos poblacionales anuales de este flamenco, manteniéndose una tendencia estable, gracias a la protección que presenta el archipiélago.
Está amenazado por la predación directa de adultos, huevos y pichones y la alteración del hábitat crítico para esta ave, causada por las numerosas especies de vertebrados introducidos, entre los cuales destacan los gatos, cerdos, cabras, ratas y la rana Scinax quinquefasciatus. El fenómeno de "El Niño" afecta a la disponibilidad de recursos tróficos y causa inundaciones en su hábitat, lo que se traduce en una disminución en su éxito reproductivo, y lo que obliga a estas aves a trasladarse a otros cuerpos de agua dentro del archipiélago. Los seres humanos también afectan a las lagunas donde estos flamencos viven al depositar en ellas basura, escombros o emplearlas como vertederos de aguas servidas.
Esta ave se encuentra en la lista roja de las aves de Ecuador en la categoría de “vulnerable”, siendo la especie ecuatoriana con menor población total.